# Plaatgrens
Een plaatgrens is in de tektoniek de grens tussen twee tektonische platen. Er bestaan drie typen:
- bij een divergente plaatgrens bewegen twee platen uit elkaar;
- bij een convergente plaatgrens bewegen twee platen naar elkaar toe;
- bij een transforme plaatgrens bewegen twee platen langs elkaar.